# Saison 4 de RuPaul's Drag Race
La quatrième saison de RuPaul's Drag Race est diffusée pour la première fois sur la chaîne Logo TV le 30 janvier 2012.
Le casting est composé de treize nouvelles candidates et est annoncé le 30 novembre 2011.
La gagnante de la saison reçoit un an d'approvisionnement de maquillage chez NYX Cosmetics, un voyage de la part de AlandChuck.travel, la chance d'être la vedette de la tournée mondiale Drag Race avec Absolut Vodka et 100 000 dollars.
La gagnante de la saison est Sharon Needles, avec pour secondes Chad Michaels et Phi Phi O'Hara.
Chad Michaels et Latrice Royale participent à la première saison de RuPaul's Drag Race All Stars. Latrice Royale se place septième, à égalité avec Manila Luzon tandis que Chad Michaels gagne la saison.
Phi Phi O'Hara participe à la deuxième saison de RuPaul's Drag Race All Stars et se place septième.
Latrice Royale participe à nouveau à la quatrième saison de RuPaul's Drag Race All Stars et se place cinquième.
Jiggly Caliente participe à la sixième saison de RuPaul's Drag Race All Stars et se place douzième.

## Candidates
Les candidates de la quatrième saison de RuPaul's Drag Race sont :
(Les noms et âges donnés sont ceux annoncés au moment de la compétition.)
|            |                 | Nom                   | Âge | Résidence                | Classement |
| ---------- | --------------- | --------------------- | --- | ------------------------ | ---------- |
| Candidates | Sharon Needles  | Aaron Coady           | 29  | Pittsburgh, Pennsylvanie | Gagnante   |
| Candidates | Chad Michaels   | Chad Michael Storbeck | 40  | San Diego, Californie    | Seconde    |
| Candidates | Phi Phi O'Hara  | Jaremi Carey          | 25  | Chicago, Illinois        | Seconde    |
| Candidates | Latrice Royale  | Timothy Wilcots       | 39  | South Beach, Floride     | 4e place   |
| Candidates | Kenya Michaels  | Kenya Olivera Bonilla | 21  | Dorado, Porto Rico       | 5e place   |
| Candidates | DiDa Ritz       | Xavier Hairston       | 25  | Chicago, Illinois        | 6e place   |
| Candidates | Willam          | Willam Belli          | 29  | Los Angeles, Californie  | 7e place   |
| Candidates | Jiggly Caliente | Bianca Castro         | 30  | New York, New York       | 8e place   |
| Candidates | Milan           | Dwayne Cooper         | 36  | New York, New York       | 9e place   |
| Candidates | Madame LaQueer  | Carlos Melendez       | 29  | Carolina, Porto Rico     | 10e place  |
| Candidates | The Princess    | Adam Biga             | 31  | Chicago, Illinois        | 11e place  |
| Candidates | Lashauwn Beyond | Lashauwn Jackson      | 21  | Fort Lauderdale, Floride | 12e place  |
| Candidates | Alisa Summers   | Alex Hernandez        | 23  | Tampa, Floride           | 13e place  |

 La candidate a ensuite participé à une saison de RuPaul's Drag Race All Stars et a gagné la saison.
 La candidate a ensuite participé à une saison de RuPaul's Drag Race All Stars.

## Progression des candidates
|            |                 | Épisode | Épisode | Épisode | Épisode | Épisode | Épisode | Épisode | Épisode | Épisode | Épisode | Épisode | Épisode | Épisode  |
| 1          | 2               | 3       | 4       | 5       | 6       | 7       | 8       | 9       | 10      | 11      | 12      | 13      |         |          |
| ---------- | --------------- | ------- | ------- | ------- | ------- | ------- | ------- | ------- | ------- | ------- | ------- | ------- | ------- | -------- |
| Candidates | Sharon Needles  | WIN     | HIGH    | WIN     | SAFE    | HIGH    | SAFE    | HIGH    | BTM2    | WIN     | LOW     | WIN     | SAFE    | GAGNANTE |
| Candidates | Chad Michaels   | SAFE    | WIN     | HIGH    | HIGH    | WIN     | SAFE    | LOW     | SAFE    | HIGH    | HIGH    | BTM2    | SAFE    | SECONDE  |
| Candidates | Phi Phi O'Hara  | SAFE    | SAFE    | SAFE    | HIGH    | LOW     | HIGH    | WIN     | BTM2    | LOW     | WIN     | HIGH    | SAFE    | SECONDE  |
| Candidates | Latrice Royale  | SAFE    | SAFE    | SAFE    | WIN     | SAFE    | HIGH    | LOW     | WIN     | BTM2    | BTM2    | ELIM    |         | MISS C   |
| Candidates | Kenya Michaels  | LOW     | SAFE    | HIGH    | LOW     | ELIM    |         |         |         |         | ELIM    |         |         | INVITÉE  |
| Candidates | DiDa Ritz       | SAFE    | LOW     | BTM2    | SAFE    | SAFE    | LOW     | SAFE    | SAFE    | ELIM    |         |         |         | INVITÉE  |
| Candidates | Willam          | SAFE    | SAFE    | SAFE    | HIGH    | HIGH    | WIN     | BTM2    | WIN     |         |         |         |         | INVITÉE  |
| Candidates | Jiggly Caliente | BTM2    | SAFE    | SAFE    | HIGH    | SAFE    | BTM2    | ELIM    |         |         |         |         |         | INVITÉE  |
| Candidates | Milan           | SAFE    | HIGH    | SAFE    | BTM2    | BTM2    | ELIM    |         |         |         |         |         |         | INVITÉE  |
| Candidates | Madame LaQueer  | SAFE    | WIN     | LOW     | ELIM    |         |         |         |         |         |         |         |         | INVITÉE  |
| Candidates | The Princess    | HIGH    | BTM2    | ELIM    |         |         |         |         |         |         |         |         |         | INVITÉE  |
| Candidates | Lashauwn Beyond | HIGH    | ELIM    |         |         |         |         |         |         |         |         |         |         | INVITÉE  |
| Candidates | Alisa Summers   | ELIM    |         |         |         |         |         |         |         |         |         |         |         | INVITÉE  |

 La candidate a gagné RuPaul's Drag Race.
 La candidate est arrivée seconde.
 La candidate a été élue Miss Congeniality.
 La candidate a gagné le défi.
 La candidate a reçu des critiques positives des juges et a été déclarée sauve.
 La candidate a été déclarée sauve.
 La candidate a reçu des critiques négatives des juges mais a été déclarée sauve.
 La candidate a été en danger d'élimination.
 La candidate a été éliminée.
 La candidate a été choisie pour réintégrer la compétition et a été éliminée.
 La candidate a été disqualifiée de la compétition.

## Lip-syncs
| Épisode | Candidate                                           | vs.                                                 | Candidate                                           | Chanson                                 | Artiste                  | Candidate éliminée |
| ------- | --------------------------------------------------- | --------------------------------------------------- | --------------------------------------------------- | --------------------------------------- | ------------------------ | ------------------ |
| 1       | Alisa Summers                                       | vs.                                                 | Jiggly Caliente                                     | Toxic                                   | Britney Spears           | Alisa Summers      |
| 2       | Lashauwn Beyond                                     | vs.                                                 | The Princess                                        | Bad Girls                               | Donna Summer             | Lashauwn Beyond    |
| 3       | DiDa Ritz                                           | vs.                                                 | The Princess                                        | This Will Be                            | Natalie Cole             | The Princess       |
| 4       | Madame LaQueer                                      | vs.                                                 | Milan                                               | Trouble                                 | Pink                     | Madame LaQueer     |
| 5       | Kenya Michaels                                      | vs.                                                 | Milan                                               | Vogue                                   | Madonna                  | Kenya Michaels     |
| 6       | Jiggly Caliente                                     | vs.                                                 | Milan                                               | Born This Way                           | Lady Gaga                | Milan              |
| 7       | Jiggly Caliente                                     | vs.                                                 | Willam                                              | Mi Vida Loca (My Crazy Life)            | Pam Tillis               | Jiggly Caliente    |
| 8       | Phi Phi O'Hara                                      | vs.                                                 | Sharon Needles                                      | It's Raining Men... The Sequel          | Martha Wash ft. RuPaul   | Aucune             |
| 9       | DiDa Ritz                                           | vs.                                                 | Latrice Royale                                      | I've Got to Use My Imagination          | Gladys Knight & the Pips | DiDa Ritz          |
| 10      | Kenya Michaels                                      | vs.                                                 | Latrice Royale                                      | (You Make Me Feel Like) A Natural Woman | Aretha Franklin          | Kenya Michaels     |
| 11      | Chad Michaels                                       | vs.                                                 | Latrice Royale                                      | No One Else on Earth                    | Wynonna Judd             | Latrice Royale     |
| 13      | Chad Michaels vs. Phi Phi O'Hara vs. Sharon Needles | Chad Michaels vs. Phi Phi O'Hara vs. Sharon Needles | Chad Michaels vs. Phi Phi O'Hara vs. Sharon Needles | Glamazon                                | RuPaul                   | Aucune             |

 La candidate a été éliminée après sa première fois en danger d'élimination.
 La candidate a été éliminée après sa deuxième fois en danger d'élimination.
 La candidate a été éliminée après sa troisième fois en danger d'élimination.

## Juges invités
Cités par ordre d'apparition :
- Elvira, maîtresse des ténèbres, actrice et présentatrice de télévision
- Mike Ruiz, photographe
- Rick Fox, joueur de basket-ball professionnel
- John Salley, joueur de basket-ball professionnel
- Amber Riley, actrice et chanteuse
- Natalie Cole, actrice, pianiste, chanteuse et compositrice
- Nicole Sullivan, actrice, comédienne et doubleuse
- Max Mutchnick, producteur de télévision
- Loretta Devine, actrice
- Ross Mathews, comédien et personnalité de la télévision
- Kelly Osbourne, présentatrice de télévision et comédienne
- Pauley Perrette, actrice, chanteuse et écrivain
- Regina King, actrice
- Pam Tillis, chanteuse et compositrice
- Lucian Piane, compositeur et producteur de musique
- Pamela Anderson, actrice et mannequin
- Jennifer Tilly, actrice
- Dan Savage, journaliste et rédacteur
- Jeffrey Moran, responsable du marketing d'Absolut Vodka
- Jesse Tyler Ferguson, acteur
- Jennifer Love Hewitt, actrice et chanteuse
- Rose McGowan, actrice
- Wynonna Judd, actrice et chanteuse